# Manuel Fernández Gordillo
Manuel Fernández Gordillo (Sevilla, 2 de agosto de 1884-Barcelona, 4 de junio de 1939) fue un abogado y magistrado del Tribunal Supremo.

## Biografía
Nació en Sevilla el 2 de agosto de 1884, en la calle del Azafrán nº 1, domicilio que pertenecía a su familia desde sus bisabuelos. Murió enfermo en la cárcel de Barcelona el día 4 de junio de 1939, junto a miles de represaliados por las tropas rebeldes que tomaron Barcelona. Su hermano Antonio lo enterró en Montjuich. 
Curso sus estudios de bachillerato con muchas Matrículas de Honor en el Colegio de la Purísima Concepción de Osuna, ciudad sevillana a la que se trasladó con su familia y de donde fue notario su padre D. Manuel Fernández García. 
Estudió Derecho en Sevilla con Premio Extraordinario en la Licenciatura y en 1909 aprobó oposiciones a judicatura.

## Carrera judicial
Fue juez en Falset (Tarragona), Montanchez (Cáceres), Valencia, Jerez de la Frontera, Cádiz y Madrid, esta última por propia solicitud. 
De gran valía intelectual que heredo de sus padres (su madre, M Salud Gordillo Muñoz, era maestra) y dotado para la poesía, arte que también dominaba su padre y que transmitió también a su hermano Antonio y a sus sobrinos Manuel y Antonio Fernández Galiano Fernández y Joaquín León Fernández. Su padre inicio una campaña para elevar el nivel cultural de Osuna, tarea en la que colaboró Francisco Vázquez Marín, erudito local, bibliotecario y académico de la Lengua e insigne cervantista. En un homenaje a este académico es cuando se estrena en público leyendo un sentido e inspirado soneto. En 1931 es nombrado académico de las Buenas Letras de Sevilla.
De familia acomodada, Manuel es un hombre de talante liberal, de ideas propias. El 14 de abril de 1931, siendo presidente de la Audiencia, se proclama la II República y es nombrado Gobernador interino de Cádiz por antigüedad. Son palabras suyas recogidas en el Diario de Cádiz del 23 de abril de 1931 “me congratulo del triunfo de la República porque con ello se convencerán los que piensan que la República significa el descrédito y el caos y que la República representa el verdadero orden”.

## Guerra civil
El 25 de julio de 1936, el Tribunal Supremo le nombró juez de Instrucción de Madrid y en agosto de ese mismo año es designado, con Humberto Llorente Regidor, Felipe Uríbarri y Mariano Luján, juez de instrucción (juez especial delegado) en la causa sumarísima por insurrección militar del 18 de julio, cuya cabeza visible era el general Joaquín Fanjul Goñi, militar y político conservador, uno de los organizadores del alzamiento militar y que dirigió la sublevación del Cuartel de la Montaña de Madrid. El instructor de la causa fue Francisco Javier Elola Díaz-Varela, que fue apartado del caso o renunció posteriormente, en el que Fanjul se defendió a sí mismo como general togado, siendo el fiscal de la República, Alberto de la Paz Mateo quien llevó la acusación. El 15 de agosto de 1936 se celebró la vista por la Sala IV del Tribunal Supremo y Fanjul fue condenado a muerte, no conmutándose la pena por el gobierno de Giral, y fue fusilado el 17 de agosto en el patio de la Cárcel Modelo de Madrid. Años más tarde, Francisco Javier Elola, fue fusilado por los franquistas en el campo de la Bota (Barcelona) el 13 de mayo de 1939.
Llega al máximo en su carrera al ser nombrado magistrado del Tribunal Supremo en octubre de 1936.
El 12 de octubre de 1936 tomó posesión de su nombramiento, junto con Felipe Uríbarri, designándole para actuar la Sala Primera, de lo Civil. El 14 de octubre es recibido y felicitado en reunión oficial por Azaña, presidente de la República. 
Durante el cerco de Madrid por las tropas franquistas, la capitalidad se trasladó a Valencia a principios de noviembre de 1936, pero Manuel permaneció en Madrid formando parte de la Comisión de Funcionarios de la Administración de Justicia, que se convirtió, por decreto de 14 de enero de 1937, en un Tribunal en Pleno como Sección Delegada del Tribunal Supremo en Madrid.
El 28 de octubre de 1937, siendo presidente del Consejo de Ministros Juan Negrín, se trasladan definitivamente todos los órganos del Gobierno a Barcelona, donde finalmente se desplaza Manuel Fernández Gordillo.
Tras la toma de Barcelona por las fuerzas de Franco el 26 de enero de 1939, es depuesto de su cargo, y queda a la espera de posteriores determinaciones. Manuel decide no exiliarse, pues no se considera autor de ningún delito. Allí le encuentra su sobrino Manuel quien le cuida hasta la llegada de su cuñado Emilio Fernández Galiano, casado con su hermana María Josefa con la que había convivido muchos años después de la muerte de sus padres. Su hermano Antonio, magistrado de la Audiencia Territorial de Sevilla, el 13 de abril de 1939, se lo lleva, enfermo, para que se reponga en dicha ciudad, hospedándolo en casa de su hermana Rosario. Casada con José León Trejo, fusilado por republicano, ya que fue gobernador de Guadalajara durante la República. Una orden judicial, le obliga a regresar a Barcelona en ferrocarril, en conducción ordinaria, y custodiado por la Guardia Civil, para juzgarle por su actuación como magistrado durante la 2ª República. Es ingresado en la Cárcel de Barcelona, en unas condiciones durísimas, donde murió.

## Sobre su vida
Hombre culto y bueno, de carácter débil e indeciso, muy en consonancia con la poesía a la que dedicaba sus ocios. Su ascendiente carrera, tanto en lo profesional como en lo literario, se vio truncada por la Guerra Civil. Compagina su trabajo con la poesía y es amigo de poetas e intelectuales de la época. Existe un libro de Antonio M con la dedicatoria “A Manuel Fernández Gordillo, jurisconsulto, poeta y gran amigo” (Machado no solía dedicar libros). con la dedicatoria “A Manuel Fernández Gordillo, jurisconsulto, poeta y gran amigo” (Machado no solía dedicar libros). 
Uno de sus libros, Cantares de los Fuegos, forma parte de la pequeña e íntima biblioteca que poseía Machado en su habitación de la pensión en la que vivió en Segovia.

## Producción literaría
- Canciones de la jornada 1918.[2]
- Cantares de los fuegos 1926.[3]
- Poesías.[4]

### Pequeñas obras inéditas
- De tierras catalanas.
- Apuntes de historia de la literatura.
- Diario de un viaje por el norte.
- La justicia en la mística y la picaresca españolas.
- De charla con Rodríguez Marín.
- De los refranes jurídicos españoles.
- El refrán en el derecho español.

### Sobre su obra
Al margen de su actuación profesional fue un buen poeta, según la consideración de los críticos de la época, siendo incorporado como tal en la “Historia de la Literatura Española” de J. Hurtado y González Palencia.

Julio Cejador en LA TRIBUNA del 2 de mayo de 1919 decía lo siguiente “Grandes virtudes poéticas posee Fernández Gordillo, una gran suavidad y blandura en el decir y versificar, elevada serenidad de pensamiento y gran intimidad en el sentir. Todas tres lo ponen en la escuela mística de fray Luis de León y deSan Juan de la Cruz. El silencio, la soledad, la íntima contemplación ideal son temas que se hicieron para su musa. No toma nada de nuestros místicos y, sin embargo, ellos firmarían no pocas estrofas como estas”:

En la quietud suave

de la noche dormida

vive el silencio, soñador y grave,

y una luz renacida

alumbra las grandezas de la vida.

El santo amor florece

de las entrañas en el blando nido,

elevándose crece,

y se escucha la voz del elegido

gozo del alma que olvidó el sentido.

Manuel Fernández Gordillo

Publicó, con el que fue presidente del Tribunal Supremo e ilustre jurista José Castán Tobeñas, un manual de casos prácticos llamado “Problemas de Derecho Civil” (Editorial Reus, Madrid 1935)